# Al-Hamra (Oman)
al-Hamra (arabisch الحمراء, DMG al-Ḥamrāʾ) ist eine Stadt mit 14.035 Einwohnern (Stand: Zensus von 2020) im Sultanat Oman. Sie ist die Hauptstadt der gleichnamigen Wilaya innerhalb des Gouvernements ad-Dachiliyya.